# Alice Constance Austin
Alice Constance Austin (née le 24 mars 1862 à Chicago en Illinois et morte le 17 décembre 1955 à Inglewood en Californie) est une architecte, urbaniste, designer, féministe radicale et socialiste américaine.

## Llano del Rio
Llano del Rio est son projet le plus connu. Elle est engagée dans les années 1910 par le socialiste Job Harriman pour construire une communauté participative à Palmdale, en Californie. Organisé sur un mode circulaire, le plan d'Austin prévoyait bâtiments administratifs, restaurants, églises et écoles. Pensées dans une optique résolument féministe, les maisons étaient planifiées sans cuisines et de nombreuses crèches visaient à réduire la charge du travail domestique. Les concepts féministes d'Austin complétaient les idées socialistes de Harriman. Ils ambitionnaient de construire un nouveau genre de ville qui devait remettre en question le patriarcat et la hiérarchie sociale. La communauté coopérative de Llano ne fut jamais entièrement réalisée par manque de moyens et d'eau.

## Influences
Son projet pour Llano del Rio, bien qu'inachevé, a profondément marqué l'urbanisme américain. En 1935, Austin publie La prochaine étape : comment planifier confort, esthétique et paix en réduisant les déchets., réflexions sur le socialisme, les difficultés du projet de Llano del Rio et ses idées sur l'urbanisme. Par son œuvre et son engagement féministe, elle influencera les avancées sociales du salaire minimum, sécurité sociale, habitations subventionnées, etc…